# Саут Хајтс (Пенсилванија)
Саут Хајтс (енгл. South Heights) град је у америчкој савезној држави Пенсилванија.

## Демографија
По попису из 2010. године број становника је 475, што је 67 (-12,4%) становника мање него 2000. године.
| Група             | 2000.       | 2010.       |
| Белци             | 534 (98,5%) | 455 (95,8%) |
| Афроамериканци    | 4 (0,7%)    | 9 (1,9%)    |
| Азијати           | 1 (0,2%)    | 0 (0,0%)    |
| Хиспаноамериканци | 2 (0,4%)    | 6 (1,3%)    |
| Укупно            | 542         | 475         |